# Spädlosta
Spädlosta (Bromus pseudosecalinus) är en gräsart som beskrevs av Philip Morgans Smith. Spädlosta ingår i släktet lostor, och familjen gräs. Inga underarter finns listade i Catalogue of Life.